# مستشفى الملك المؤسس عبد الله الجامعي
مستشفى الملك المؤسس عبد الله الجامعي (يختصر ب KAUH) أكبر المستشفيات في شمال الأردن. يخدم حوالي أكثر من مليون مواطن في كل من إربد، عجلون، جرش والمفرق.
يقع هذا المستشفى داخل حرم جامعة العلوم والتكنولوجيا الأردنية JUST وبمحاذاة كلية الطب في الجامعة ويعتبر مستشفى ذا ميزة تعليمية أيضا نظرا لارتباطه بجامعة العلوم والتكنولوجيا الأردنية.

## معرض الصور

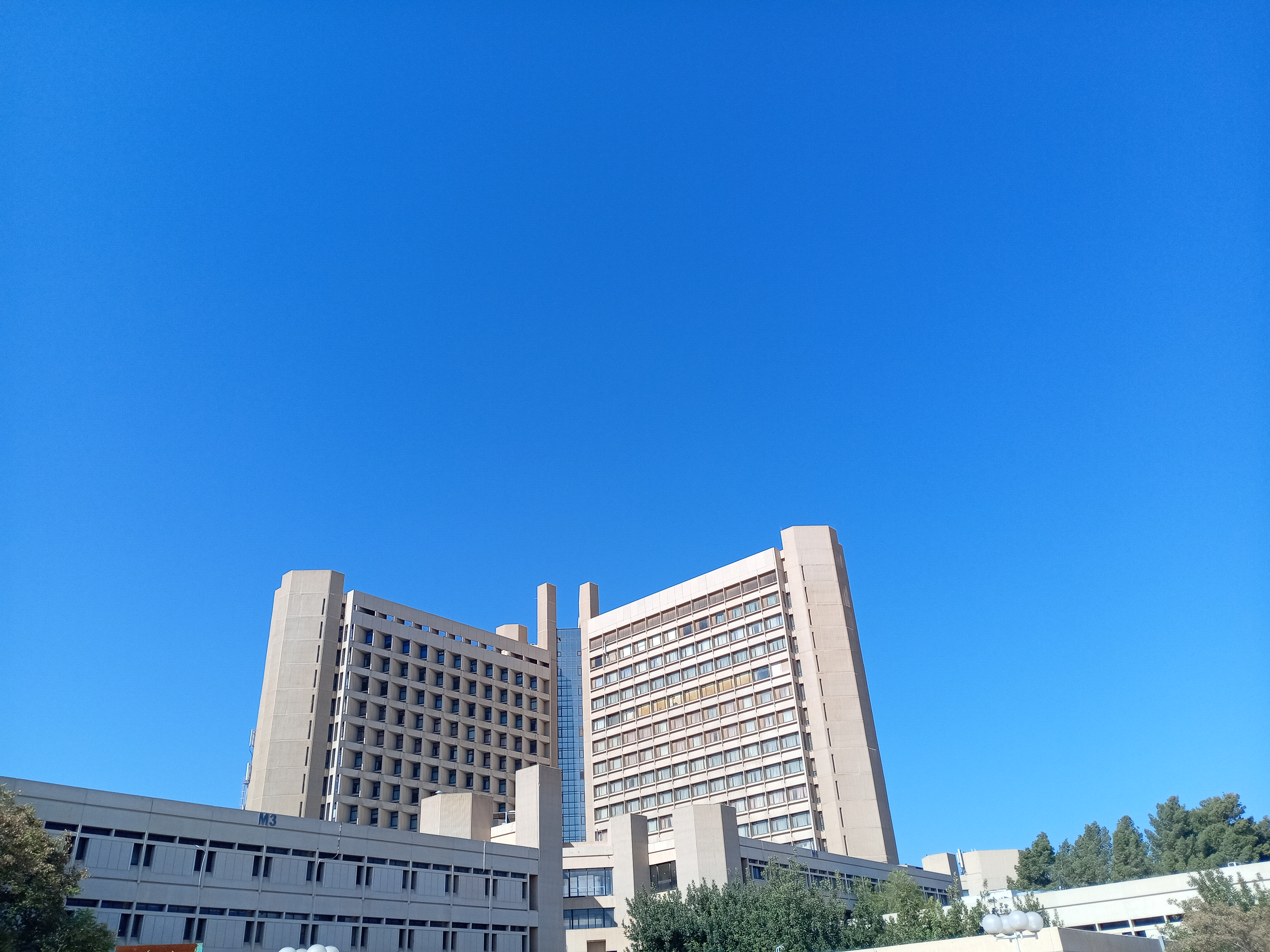
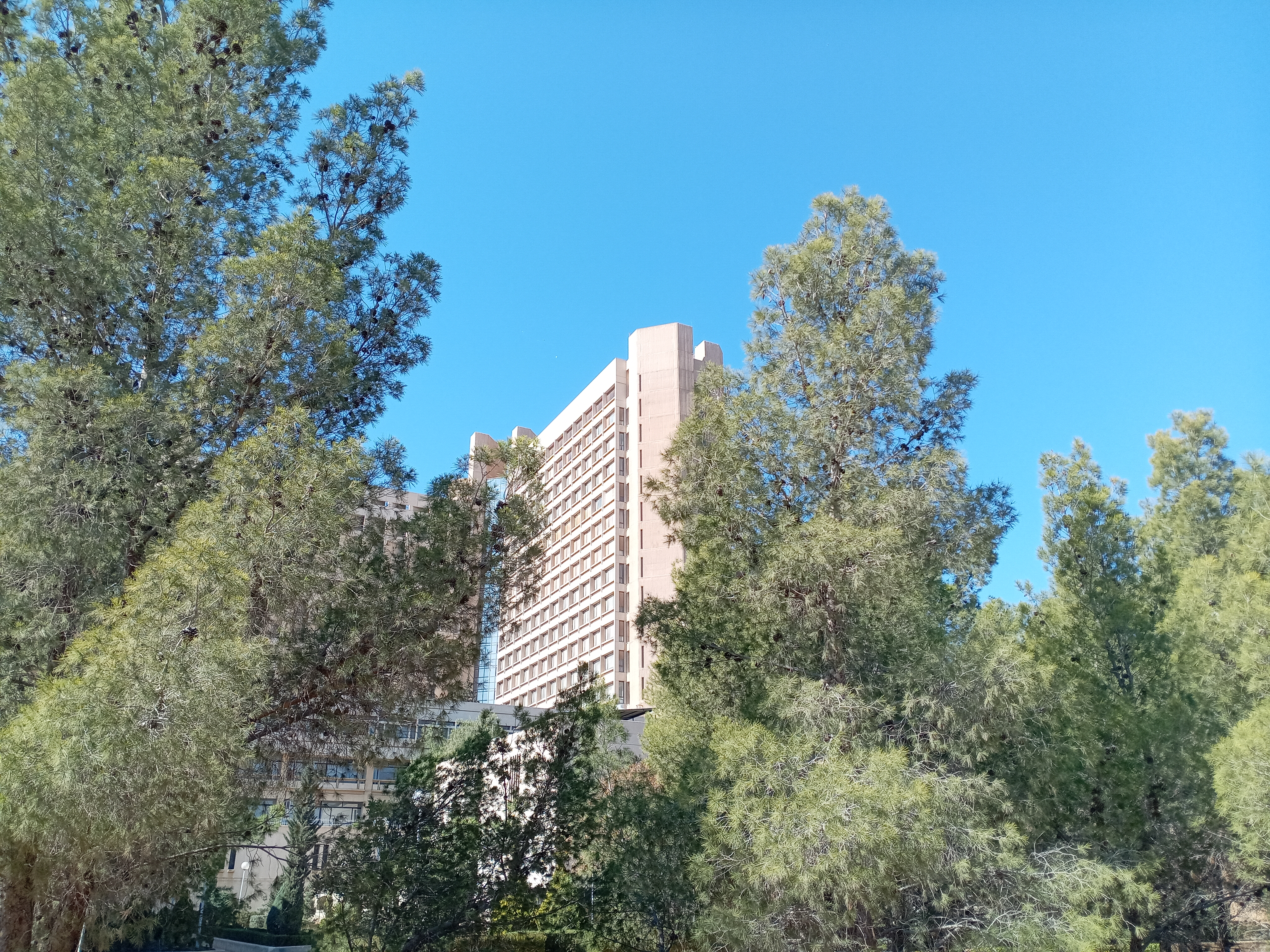
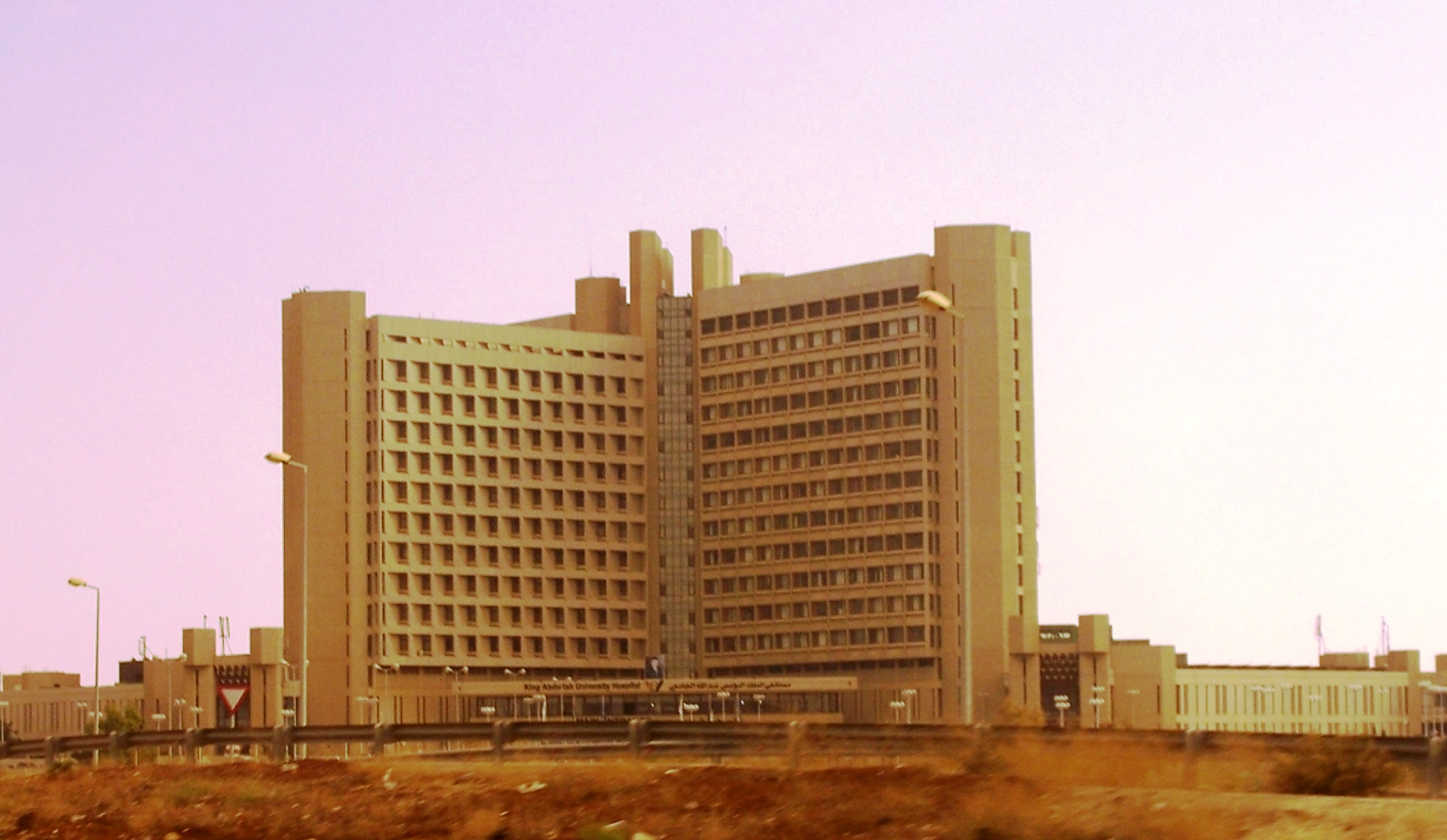
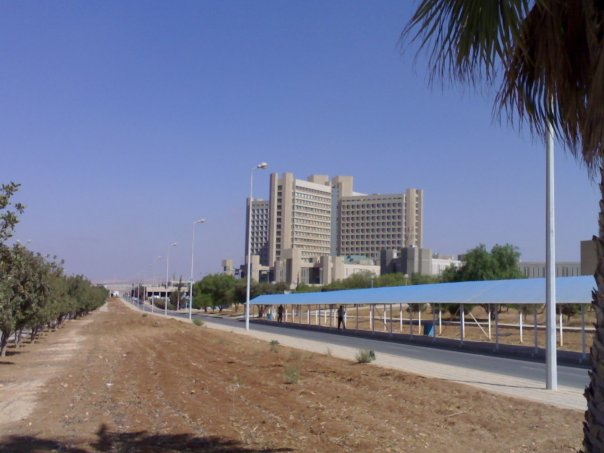
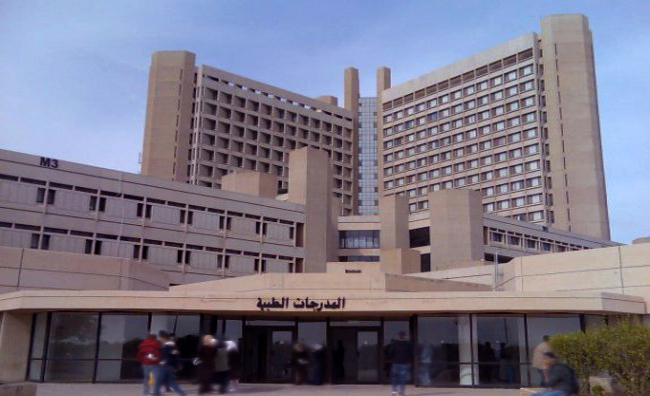
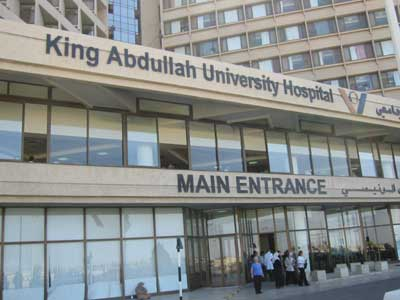
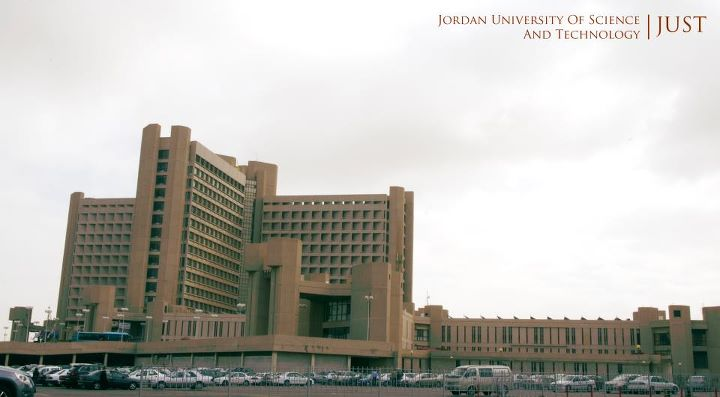

## عن المستشفى

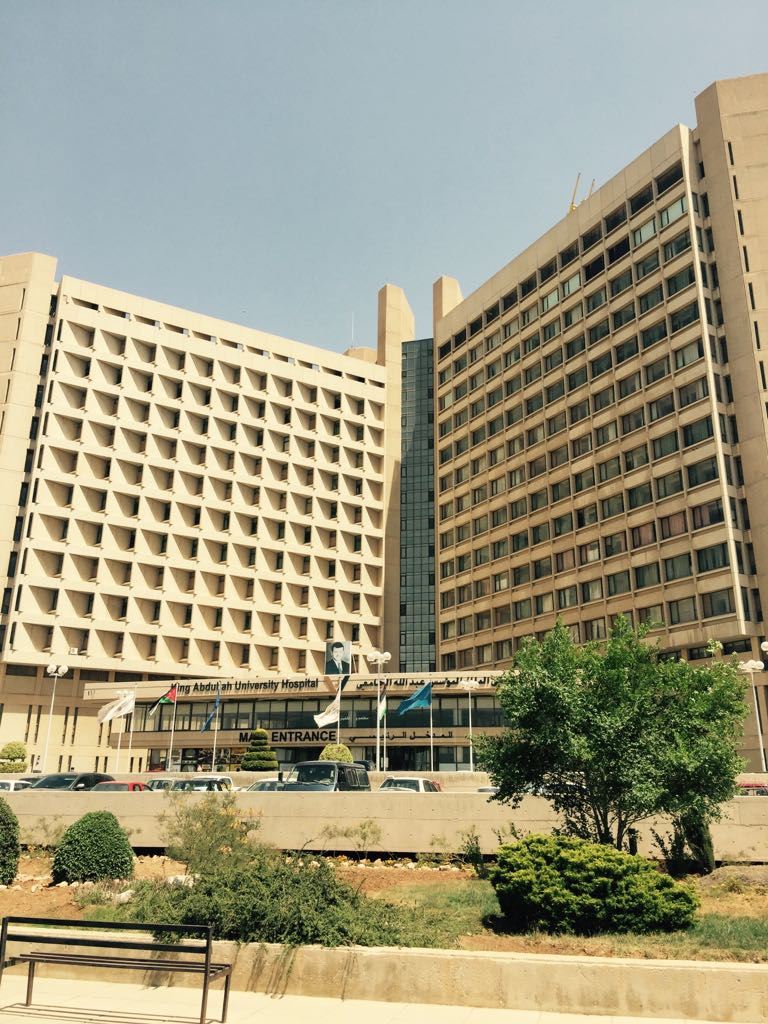

بني بكلفة وصلت 120 مليون دولار أمريكي وكان افتتاح المستشفى تتويجا لجهود الملك الراحل «الحسين بن طلال» وذلك لنقص المراكز الصحية المتطورة والتي تخدم أهل المنطقة. وفي عام 1994 وضع الملك الراحل حجر الأساس ولكنه لم يعيش ليرى الافتتاح. وفي نوفمبر عام 2002 تم أفتتاح المستشفى والذي يحتوي على الأقسام التالية:
- قسم النسائية والتوليد (ويحتوي على وحدة أطفال الانابيب).
- طب الأطفال.
- الطب الباطني بمختلف التخصصات.
- الجراحة العامة.
- الجراحة الخاصة (جراحة الأعصاب والدماغ، جراحة العظام، الانف والاذن والحنجرة، المسالك البولية...).
- مركز لزراعة نخاع العظم
- الطوارئ المزودة بأحدث الأجهزة ومع توفر مهبط خاص للمروحيات العمودية.

يقوم كل من طلاب الطب والأسنان والتمريض باكمال تدريبهم وأبحاثهم ودراستهم في المستشفى نظرا لقرب واتصال المستشفى بجامعة العلوم والتكنلوجيا.

## موقع المستشفى
مستشفى الملك المؤسس عبد الله الجامعي يقع في مدينة الرمثا شمال الأردن. المستشفى والجامعة يبعدان 20 كيلومترا عن مدينة اربد و 70 كيلومترا عن العاصمة عمان، وهذا المستشفى المكون من 15 طابق و 683 سرير يصل أيضا مباشرةً بالطريق الدولي الذي يربط الحدود بين العاصمتين عمّان ودمشق.

## وصلات خارجية
- الموقع الرسمي